# Блинатумомаб
Блинатумомаб — лекарственный препарат, моноклональное антитело для лечения острого лимфобластного лейкоза. Одобрен для применения: США (2014).

## Механизм действия

Блинатумомаб, связывающий T-лимфоцит и злокачественный B-лимфоцит.

Биспецифический активатор Т-лимфоцитов. Блинатумомаб связывается с CD3 и CD19. Блинатумомаб позволяет Т-клеткам пациента распознавать злокачественные В-клетки. Молекула блинатумомаба сочетает два комплекса связывания: комплекс CD3 для Т-клеток и CD19 для В-клеток-мишеней. CD3 является частью рецептора Т-клеток. Препарат действует, связывая эти два типа клеток и активируя Т-клетки для оказания цитотоксической активности на клетку-мишень. CD3 и CD19 экспрессируются как у педиатрических, так и у взрослых пациентов, что делает блинатумомаб потенциальным терапевтическим средством как для детей, так и для взрослых людей.

## Показания
- рецидивирующий или рефрактерный пре-В-клеточный острый лимфобластный лейкоз[5]

## Противопоказания
- Гиперчувствительность

## Способ применения
- Внутривенная инфузия.

## Стоимость и выпуск
Когда был одобрен блинатумомаб, компания Amgen объявила, что цена препарата составит 178 000 долларов США в год, что сделало его самым дорогим препаратом против рака на рынке. Цена пембролизумаба компании Merck на момент выхода на рынок (в сентябре 2014 года) составляла 150 000 долларов США в год. На момент первоначального утверждения только около 1 000 пациентов в США имели показания к применению блинатумомаба.
Питер Бах, директор Центра политики и результатов в области здравоохранения в онкологическом центре Memorial Sloan-Kettering, подсчитал, что согласно «ценообразованию, основанному на ценности», исходя из того, что стоимость года жизни составляет 121 000 долларов США с 15 % «скидкой на токсичность», рыночная цена на блинатумомаб должна составлять 12 612 долларов США в месяц, в то время как рыночная цена составляет 64 260 долларов США в месяц. Представитель компании Amgen заявил: «Цена препарата Блинатумомаб отражает значительную клиническую, экономическую и гуманистическую ценность препарата для пациентов и системы здравоохранения. Цена также отражает сложность разработки, производства и надежных поставок инновационных биологических препаратов».